# 캐나디안 항공
캐나디안 항공(영어: Canadian Airlines)은 1987년에 캐나다 퍼시픽 항공, 퍼시픽 웨스턴 항공과 합병 후 설립되어 2000년에 에어캐나다에 합병된 캐나다의 항공사로 허브 공항은 캘거리 국제공항, 몬트리올 미라벨 국제공항, 토론토 피어슨 국제공항, 밴쿠버 국제공항으로 캐나다에서 에어캐나다 다음으로 두 번째로 큰 항공사로 알려져 있었다. 항공 동맹인 원월드의 창립 멤버로 캐나다의 대표적 국적기 중 하나로 알려졌다.

## 역사

### 초기
캐나디안 항공의 전신은 1942년 당시 캐나다 태평양 철도가 보유한 캐나다 항공 등 중소 항공사가 합병하여 탄생한 캐나다 퍼시픽 항공(영어: Canadian Pacific Airlines)으로 일본이나 오스트레일리아등 태평양 노선 국제선 중심으로 트랜스 캐나다 항공과(현 에어캐나다) 공존할 수 있었지만, 유럽 노선을 가지고 있으며 스칸디나비아 항공에 이어 세계에서 2번째로 북극을 넘는 루트를 개설했다.

### CP 에어
1960년대에 더글러스 DC-8을 도입하여 홍콩과 부에노스 아이레스에 취항했다. 1968년 CP 에어(영어: CP Air)로 개칭하고 주황색 기체 디자인으로 변경했다. 보잉 747, 맥도넬더글러스 DC-10을 도입해 와이드 보디 제품을 투입하여 장거리 국제선을 운항했다.

### 인수 공세
1980년대 캐나다에서 규제 완화가 시작되면서 당시 국내선을 운항하고 있던 여러 항공사를 인수 후 합병했으며 1987년에 퍼시픽 웨스턴 항공(영어: Pacific Western Airlines)과 합병해 회사 명칭을 변경했다.

### 에어캐나다에 합병
하지만 1990년대 이후 에어캐나다와 경쟁뿐만 아니라 저가 항공사와 미국 항공사의 경쟁이 격화되면서 쇠퇴했다. 1990년대 후반에 캐나다 거위를 상징하는 새로운 CI를 도입하여 이미지를 변경했다. 1998년 9월 아메리칸 항공, 영국항공과 함께 항공 동맹인 원월드를 창립했으나 그 직후 실적 악화가 경영 악화로 이어지면서 2001년에 캐나다의 최대 항공사인 에어캐나다에 합병됨과 동시에 원월드를 탈퇴하게 됐다.
또한 에어캐나다와 통합할 당시 소동이 있었다. 당시 캐나다에서 미국 간 다수의 국제선 노선을 운항했으며 코드쉐어 항공편도 운행하고 있기 때문에 미국의 항공사인 아메리칸 항공에 있어서 이 문제는 중대한 관심사로 떠올랐다. 그래서 아메리칸 항공은 구제를 위해 캐나다에 회사 설립을 시도했다. 당시 아메리칸 항공은 외국 자본 규제로 일부 지분을 보유하고 있었다. 하지만 직접적인 자본 주입은 불가능했다. 그 회사를 통해서 캐나디안 항공을 인수하고 그것에 그치지 않고 자본 증강 후 당시 경영난에 시달렸던 에어캐나다를 인수하는 방안을 추진했다.
하지만 에어캐나다는 아메리칸 항공과 적대하고 있었고, 미국의 항공사인 유나이티드 항공이 중요한 파트너로 에어캐나다를 지원했으며 주주들에게 인수 제안에 대해 동의하지 않는 알림 보낼 때 외국 자본에 의해 캐나다 항공 이권을 독점하려고 하고 있다는 캠페인을 전개했다. 사실상 캐나다 항공편을 둘러싼 아메리칸 항공과 유나이티드 항공을 비롯한 두 회사가 주도하는 항공 동맹인 스타 얼라이언스와 원월드 간 싸움이 치열했다.
한편 캐나다 정부는 아메리칸 항공이 설립한 회사를 사실상 아메리칸 항공의 직영 회사로 판단해 인수 후 외국 자본 비율 규제를 초과하기 때문에 아메리칸 항공의 인수 방법을 승인하지 않았다. 결과 아메리칸 항공은 인수를 포기하고 유나이티드 항공의 지지를 얻은 에어캐나다와 통합되면서 사실상 소멸되고 말았다.

## 운항 노선
- 2001년 7월 에어캐나다와 합병까지 캐나디안 항공은 다음 노선을 운항하였다.

## 보유 기종
- 2001년 합병 전까지 캐나디안 항공의 보유 기종은 다음과 같다[1].

| 기종                      | 댓수 | 주문 | 탑승 승객수 | 탑승 승객수 | 탑승 승객수 | 비고                                         |
| 기종                      | 댓수 | 주문 | C           | Y           | 합계        | 비고                                         |
| ------------------------- | ---- | ---- | ----------- | ----------- | ----------- | -------------------------------------------- |
| 에어버스 A310-300         | 12   | 0    | 48          | 132         | 180         | 캐나다 공군, 쿠웨이트 항공, 타이 항공에 매각 |
| 에어버스 A320-200         | 13   | 0    | 24          | 108         | 132         | 에어캐나다로 이전                            |
| 보잉 737-200              | 73   | 0    | 12          | 88          | 100         | 일부는 에어캐나다로 이전                     |
| 보잉 737-200              | 73   | 0    | 8           | 100         | 108         | 일부는 에어캐나다로 이전                     |
| 보잉 737-200              | 73   | 0    | 0           | 118         | 118         | 일부는 에어캐나다로 이전                     |
| 보잉 737-300              | 3    | 0    | 16          | 142         | 158         | 모나크 항공에 매각                           |
| 보잉 747-400              | 4    | 0    | 45          | 375         | 410         | 에어캐나다로 이전                            |
| 보잉 767-300ER            | 25   | 0    | 35          | 247         | 282         | 에어캐나다로 이전                            |
| 맥도넬더글러스 DC-10-30   | 13   | 0    | 불명        | 불명        | 불명        | 에어캐나다로 이전                            |
| 맥도넬더글러스 DC-10-30ER | 4    | 0    | 불명        | 불명        | 불명        | 에어캐나다로 이전                            |
| 합계                      | 147  | 0    |             |             |             |                                              |

## 사진

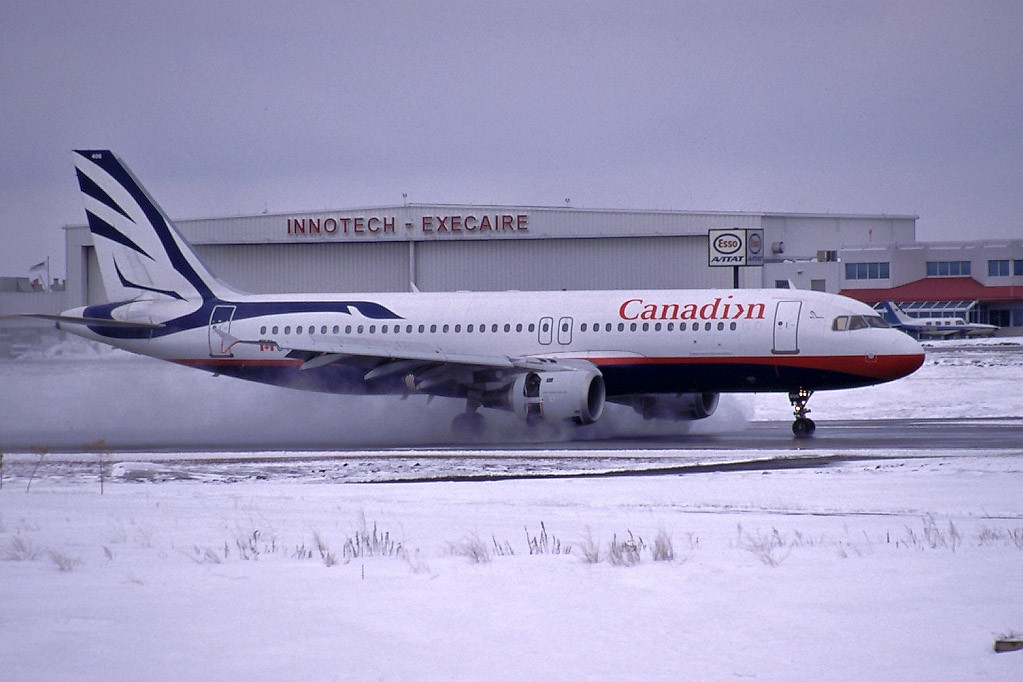
캐나디안 항공의 에어버스 A320-200 (퇴역)
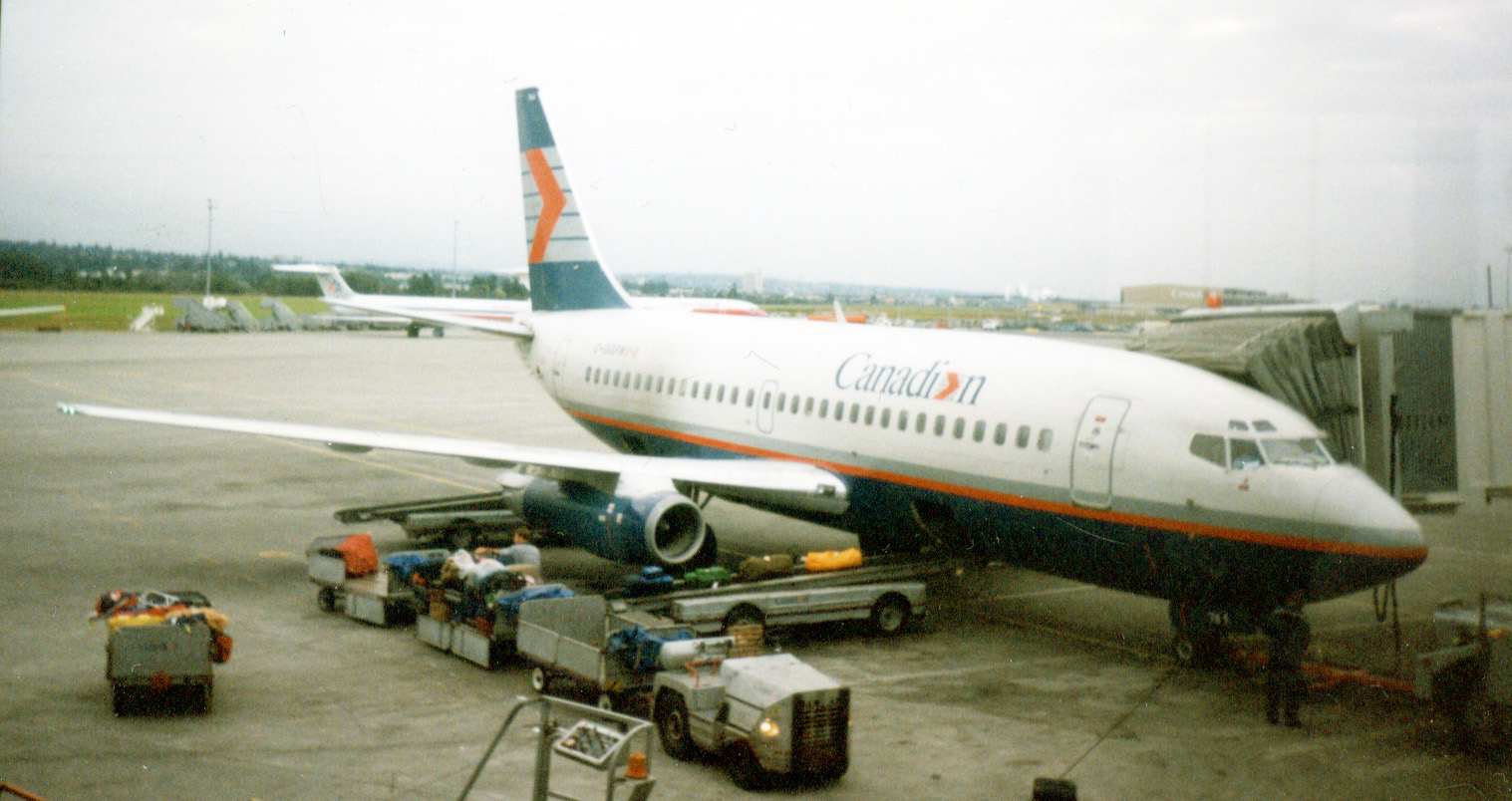
캐나디안 항공의 보잉 737-200 (퇴역)
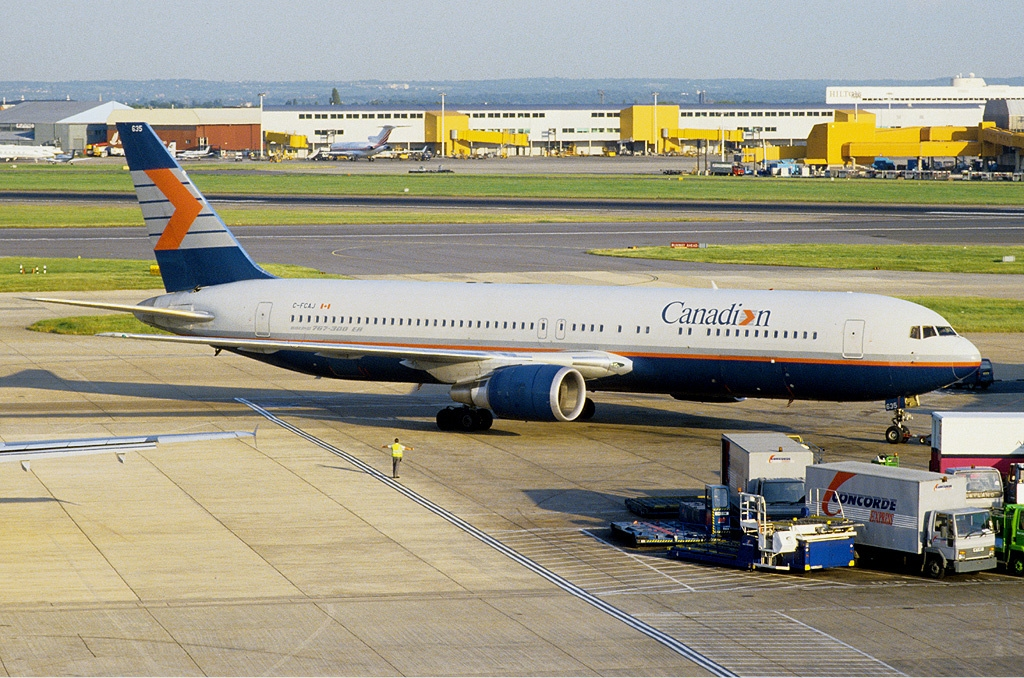
캐나디안 항공의 보잉 767-300ER (퇴역)
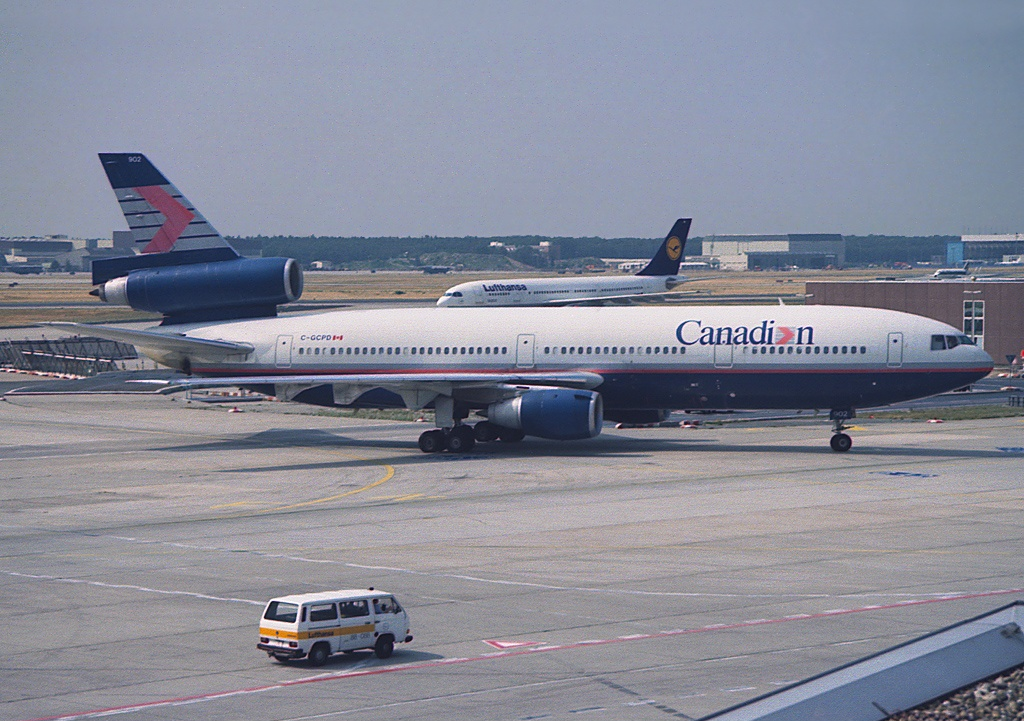
캐나디안 항공의 맥도넬더글러스 DC-10-30 (퇴역)
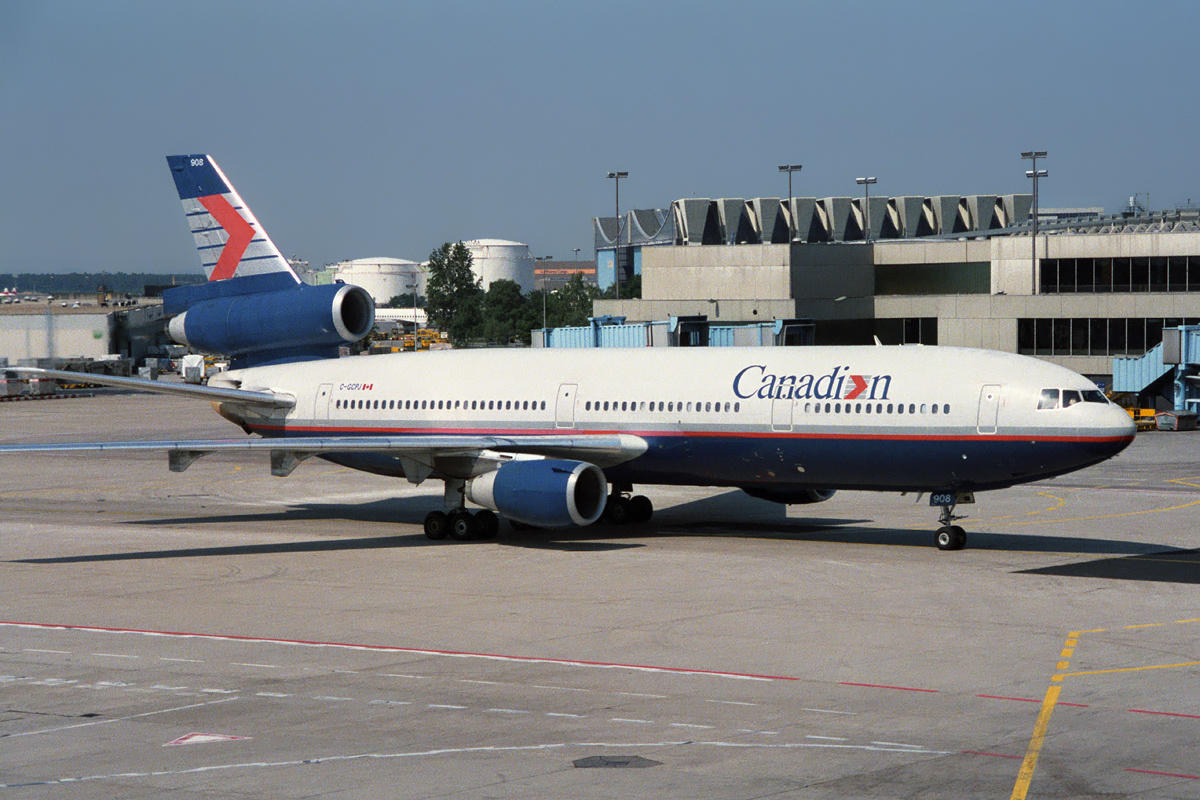
캐나디안 항공의 맥도넬더글러스 DC-10-30 (퇴역)